# Kenmore Air Harbor Seaplane Base
Kenmore Air Harbor Seaplane Base (IATA: LKE; FAA LID: W55) is een watervliegveld in Seattle in de Amerikaanse staat Washington. Het watervliegveld ligt in Lake Union, 1,5 km ten noorden van het centrum van Seattle.

## Geschiedenis
Kenmore Air Harbor Seaplane Base werd opgericht in september 1947, maar voor de stichting van het vliegveld werd Lake Union al gebruikt door vliegtuigen. Zo steeg het eerste vliegtuig van Boeing, de Boeing Model 1, voor zijn eerste vlucht op vanuit het meer. In 1931 verplaatste Lana Kurtzer zijn in 1928 opgerichte vliegschool, Kurtzer Flying Service, van Boeing Field naar het meer. De terminal van de vliegschool lag dicht bij de huidige terminal van Kenmore Air Harbor Seaplane Base. Kurtzer Flying Service was een tijd een van de grootste vliegscholen van de Verenigde Staten.
Lake Union Air, een luchtvaartmaatschappij die ook op Lake Union vloog, kocht na de dood van Kurtzer in 1988 het watervliegveld. In 1993 nam Kenmore Air, dat in 1946 was opgericht en bij Lake Union een kleine terminal had, Lake Union Air over en hiermee ook het watervliegveld.

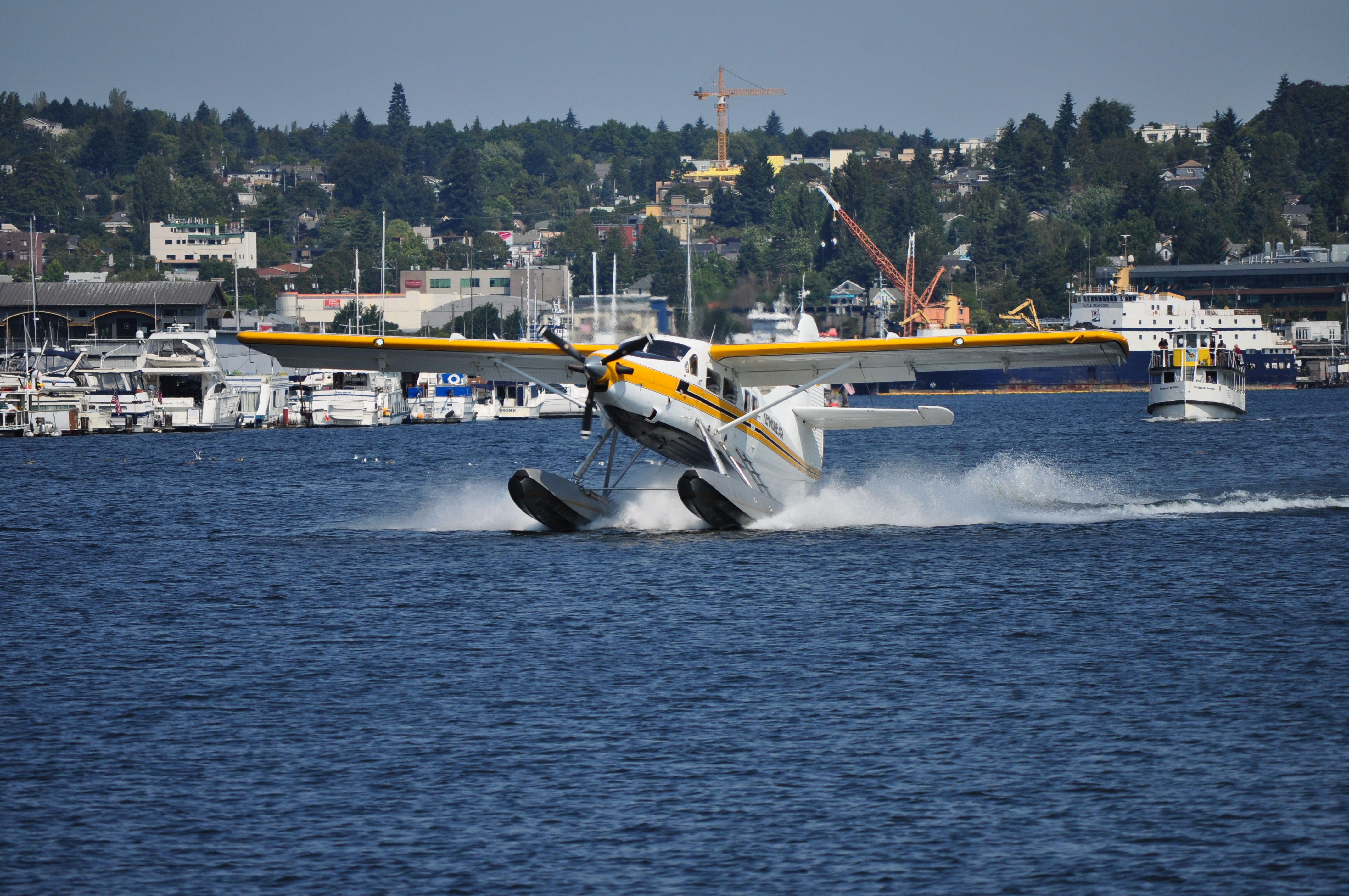
Een DHC-3 Otter, die op het vliegveld landt

## Faciliteiten
Kenmore Air Harbor Seaplane Base beschikt over een landingsbaan. Deze landingsbaan (16/34) heeft een lengte van 1500 meter en een breedte van 150 meter. Het watervliegveld beschikt niet over een verkeerstoren, maar kan wel met 122.700 MHz verbinding maken met naderende vliegtuigen. Op Kenmore Air Harbor Seaplane Base zijn ook faciliteiten om Jet A en 100 LL te tanken.

## Vluchten
Op Kenmore Air Harbor Seaplane Base landen en starten jaarlijks rond de 36.800 vliegtuigen. Het aantal passagiers, dat vanaf het watervliegveld vertrekt, is jaarlijks rond de 70.000. In de onderstaande tabel staan de huidige vluchten vanaf Kenmore Air Harbor Seaplane Base:
| Luchtvaartmaatschappij | Bestemmingen |
| ---------------------- | --- |
| Kenmore Air            | Bedwell Harbour, Friday Harbor, Galiano Island, Ganges, Fisherman Bay, Pender Island, Rosario, Salt Spring Island, Seattle (rondvlucht), Shaw Island, Victoria |